# Операция «Рудник»
Операция «Рудник» (сербохорв. Операција Рудник / Operacija Rudnik) — операция немецких, болгарских и сербских коллаборационистских частей под командованием Пауля Бадера против сил югославских четников под командованием Николы Калабича, предпринятая в июле—августе 1943 года и проведённая на окрестностях горы Рудник и в Шумадии. Генерал Бадер попытался уничтожить основные силы четников, взяв их в окружение на горе Рудник, однако войска капитана Калабича сумели прорвать окружение и уйти от немцев.

## Подготовка

### Германия
В 1943 году генерал Пауль Бадер подписал распоряжение о подготовке к операции против четников на территории горы Рудник и области Шумадия. В операции участвовали батальон вермахта, два батальона болгарской армии и батальон Сербского добровольческого корпуса СС — «лётичевцев». По плану, немцы и их союзники должны были окружить четников и заставить их вступить в открытый бой. Общая численность войск составляла 3 тысячи человек.

### Четники
Командующий Горной королевской гвардией Югославских войск на родине, капитан Никола Калабич одним из первых узнал о подготовке немцев к операции и сообщил об этом своим подчинённым. Четники начали готовиться к обороне: Орашьевская бригада в то время была занята борьбой против титовских партизан и несла потери, однако о наступлении немцев ей сообщил Милан Медич, заместитель командующего гвардией. Численность гвардии составляла 1 тысячу человек. Калабич разделил гвардию на две группы: первой командовал лично он, второй — подпоручик Божидар Панич.

## Ход операции
23 июля 1943 немцы и их союзники окружили гору Рудник и пошли в наступление на позиции четников. Панич в ответ начал попытку прорыва и без потерь сумел пройти болгарский сектор и покинуть гору. Калабич же со своими войсками вступил в бой с немцами, пытаясь прорвать окружение. Потеряв 30 человек убитыми, группа Калабича всё же покинула гору и избежала разгрома. Операция немцев провалилась.